# Aboumi
Aboumi es una comuna gabonesa, chef-lieu del departamento de Bayi-Brikolo de la provincia de Haut-Ogooué.
En 2013 la comuna tenía una población de 1050 habitantes, de los cuales 514 eran hombres y 536 eran mujeres.
Se ubica unos 50 km al este de Okondja, en el noreste de la provincia, cerca de la frontera con la República del Congo. En sus proximidades nace el río Sébé.